# KHO Bierbeek
KHO Bierbeek is een Belgische voetbalclub uit Bierbeek. De club is aangesloten bij de KBVB met stamnummer 3889 en heeft groen als clubkleur.

## Geschiedenis
De club ontstond eind 1938 als Hooger-Op Bierbeek (HO Bierbeek). Men speelde aanvankelijk wat vriendenwedstrijden, maar sloot al gauw aan bij de Vlaamse Voetbalbond, een amateurvoetbalbond. Bierbeek deed het er goed en maakte in 1943 de overstap naar de Belgische Voetbalbond.
Bij de Belgische Voetbalbond ging HO Bierbeek van start in de laagste provinciale reeksen. De volgende decennia werd men enkele kampioen in Derde Provinciale, maar telkens volgde een tijd na de promotie naar Tweede Provinciale weer een degradatie. Vanaf de jaren 70 kon de club zich handhaven in Tweede Provinciale en daarna steeg men verder naar het hoogste provinciale niveau.
Bij het 50-jarig bestaan werd de club koninklijk en heette voortaan KHO Bierbeek.
In 2004 kwamen enkele ex-leden van de kort daarvoor verdwenen voetbalclub Stade Leuven het clubbestuur versterken. De club werd hernoemd tot KHO Stade Bierbeek.
In 2009 won Stade Bierbeek de Beker van Brabant (PeugeotCup). In 2011/12 haalde men onder trainer Carlo Lavigne een plaats in de eindronde van de hoogste provinciale reeks, maar in de finale verloor men van KSK Halle en greep men naast een promotie naar de nationale reeksen.
In 2014 keerde men terug naar de oude naam KHO Bierbeek.

## Resultaten
| Seizoen | Klasse | Klasse | Klasse | Klasse | Klasse | Klasse | Klasse | Klasse | Klasse | Reeks                                                    | Punten                                                   | Opmerkingen                                              |
|         | 1A     | 1B     | 1Am    | 2Am    | 3Am    | P.I    | P.II   | P.III  | P.IV   | Vanaf 2016-17 zijn er 3 nationale en 2 regionale niveaus | Vanaf 2016-17 zijn er 3 nationale en 2 regionale niveaus | Vanaf 2016-17 zijn er 3 nationale en 2 regionale niveaus |
| ------- | ------ | ------ | ------ | ------ | ------ | ------ | ------ | ------ | ------ | -------------------------------------------------------- | -------------------------------------------------------- | -------------------------------------------------------- |
| 2016/17 |        |        |        |        |        | 3      |        |        |        | Eerste prov. Brabant                                     | 59                                                       |                                                          |
| 2017/18 |        |        |        |        |        | 4      |        |        |        | Eerste prov. Brabant                                     | 52                                                       |                                                          |
| 2018/19 |        |        |        |        |        | 4      |        |        |        | Eerste prov. Brabant                                     | 56                                                       |                                                          |
| 2019/20 |        |        |        |        |        | 6      |        |        |        | Eerste prov. Brabant                                     | 37                                                       |                                                          |
| 2020/21 |        |        |        |        |        | -      |        |        |        | Eerste prov. Brabant                                     | -                                                        | Seizoen geschrapt wegens Covid-19                        |
| 2021/22 |        |        |        |        |        | 10     |        |        |        | Eerste prov. Brabant                                     | 39                                                       |                                                          |
| 2022/23 |        |        |        |        |        | 3      |        |        |        | Eerste prov. Brabant                                     | 55                                                       |                                                          |
| 2023/24 |        |        |        |        |        | 13     |        |        |        | Eerste prov. Brabant                                     | 37                                                       | Degradatie                                               |
| 2024/25 |        |        |        |        |        |        | 2      |        |        | Tweede prov. Brabant B                                   | 71                                                       |                                                          |
| 2025/26 |        |        |        |        |        |        |        |        |        | Eerste prov. Brabant                                     |                                                          |                                                          |

## Bekende spelers
- Mark De Man